# Megachile duboulaii
Megachile duboulaii är en biart som först beskrevs av Smith 1865.  Megachile duboulaii ingår i släktet tapetserarbin, och familjen buksamlarbin. Inga underarter finns listade i Catalogue of Life.